# Biennale di Lione
La Biennale d'arte contemporanea di Lione (Biennale d'art contemporain de Lyon in francese) è una mostra d'arte contemporanea creata nel 1991 da Thierry Raspail e Thierry Prat. Ha luogo tutti gli anni dispari.

## Edizione 2005
L'ottava Biennale de Lyon del 2005 ebbe come titolo "Experiencing Duration". La direzione artistica fu sotto la guida di Thierry Raspail e i curatori furono Nicolas Bourriaud, Jerome Sans 
Artisti partecipanti Franz Ackermann, Saadane Afif, Allora & Calzadilla, Kader Attia, Virginie Barré, Jean-Francois Bizot, John Bock, Daniel Buren, Sophie Calle, Paul Chan, Jean-Marc Chapoulie, Tony Conrad, Martin Creed, Robert Crumb, Verne Dawson, Wim Delvoye, Erik Dietman, Olafur Eliasson, Brian Eno, Vidya Gastaldon, Kendell Geers, General Idea, Henrik Håkansson, Carsten Höller, Douglas Huebler, Pierre Huyghe, Ann Veronica Janssens, Surasi Kusolwong, Jim Lambie, Michael Lin, Robert Malaval, Tom Marioni, Gordon Matta-Clark, Josephine Meckseper, Jonas Mekas, John Miller, Valerie Mrejen, Dave Muller, Rivane Neuenschwander, Jun Nguyen-Hatsushiba, Melik Ohanian, Yoko Ono, Philippe Parreno &, Rirkrit Tiravanija, Bruno Peinado, Terry Riley, Dieter Roth, Allen Ruppersberg, Santiago Sierra, Philip Taaffe, Pascale Marthine Tayou, Agnes Thurnauer, John Tremblay, Spencer Tunick, James Turrell, Piotr Uklanski, Fabien Verschaere, Wang Du, Andy Warhol, Erwin Wurm, La Monte Young & Marian Zazeela

## Edizione 2007
La Biennale d'arte contemporanea di Lione del 2007 si è tenuta alla Sucrière, vecchia fabbrica situata sul bordo del fiume Saône,  al Museo d'arte contemporanea di Lione (Musée d'art contemporain de Lyon),  all'Institut d'art contemporain de Villeurbanne e alla fondation Bullukian. Intitolata « 00s - L'histoire d'une décennie qui n'est pas encore nommée », l'édizione 2007 è stata organizzata da Hans Ulrich Obrist e Stéphanie Moisdon.
Artisti partecipanti
FIRST CIRCLE: Jumana Emil Abboud, Juan Perez Agirregoikoa, Allora & Calzadilla, Charles Avery, Dave Hullfish Bailey, Thomas Bayrle, Erick Beltran, Gerard Byrne, James Coleman, Minerva Cuevas, Keren Cytter, Dot Dot Dot Magazine, Cao Fei, Urs Fischer, Ryan Gander, Sheela Gowda, Shilpa Gupta, Wade Guyton, David Hamilton, Christian Holstad, Norma Jeane, Adria Julia, Brian Jungen, Ömer Ali Kazma, Annette Kelm, Marcellvs L., Hilary Lloyd, Cinthia Marcelle, Nathaniel Mellors, Ohad Meromi, Museum of American Art , Darius Miksys, Mai-Thu Perret, Seth Price, Tomás Saraceno, Tino Sehgal, Ranjani Shettar, Simon Starling, Una Szeemann, Armando Andrade Tudela, Nomeda & Gediminas Urbonas, Annie Vigier & Franck Apertet, Kostis Velonis, Kelley Walker, James Webb, Liu Wei, Jia Zhang-ke 
SECOND CIRCLE: Saadane Afif, Jerome Bel, Paul Chan & Jay Sanders, Elie During, Trisha Donnelly, CLAIRE FONTAINE , Michel Houellebecq > Rem Koolhaas, Rosemarie Trockel, Thea Djordjadze, Pierre Joseph > Benoit Broisat, Etienne Chambaud, Cyprien Gaillard, Mark Geffriaud, Fabien Giraud, Benoit Maire, Bruno Persat, Raphael Siboni, Raphael Zarka, Collectif 1.0.3 , Markus Miessen, Josh Smith, Rirkrit Tiravanija, e-flux video rental